# Montana
Montana este unul din cele 50 de state ale Statelor Unite ale Americii, situat în regiunile SUA cunoscute ca Pacific Northwest și Great Plains.  Zona centrală și treimea vestică a statului au numeroase lanțuri muntoase (dintre care 77 sunt numite) a părții nordice a Munților Stâncoși (în engleză Rocky Mountains).  Numele statului ar putea deriva din latină, mons (plural montis), dar cel mai probabil provine din spaniolă, montaña,  Ambele înseamnă, desigur, "munte".  Numele de alint al statului este [The] "Treasure State."  Alte nume de alint includ "Land of Shining Mountains", "Big Sky Country" și sloganul "the last best place".  
Statul este al patrulea ca mărime a suprafeței, dar are o populației mică (doar alte șase state având mai puțini locuitori) și firesc o densitate a populației foarte scăzută.  Economia este bazată în special pe agricultură, respectiv pe exploatarea lemnului și extracția minereurilor.  Turismul este al patrulea sector important al economiei, înregistrând milioane de vizitatori pe an care se orientează în special spre vizitarea Glacier National Park, locul Battle of Little Bighorn și respectiv trei din cele cinci puncte de intrare ale Yellowstone National Park. 

## Geografie

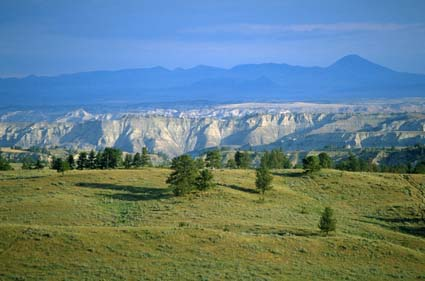
Regiunea cunoscută ca şi Missouri Breaks din centrul statului Montana

Cu o suprafață de 376.978 km² (sau 145,552 mile pătrate), statul Montana este al patrulea ca mărime din Statele Unite, după Alaska, Texas și California). 
La nord, Montana și Canada au o graniță comună de 877 km (sau 545 mile) parte a celei mai lungi nepăzite granițe a lumii.  Statul Montana se învecinează cu trei provincii ale Canadei, British Columbia, Alberta și Saskatchewan, mai multe provincii decât oricare alt stat al Uniunii.  La est statul se învecinează cu Dakota de Nord și părți ale statului Dakota de Sud.  La sud se învecinează cu statul Wyoming și pentru aproximativ o milă cu South Dakota, în timp ce la vest și sud-vest se învecinează cu statul Idaho. 

## Demografie

### 2010
Populația totală a statului în 2010: 989,415	

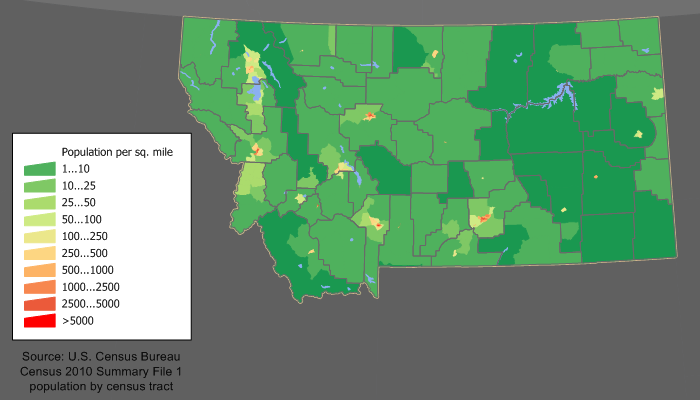
Densitatea populației statului Montana

Structura rasială în conformitate cu recensământul din 2010:
- 89.4% Albi (884,961)
- 0.4% Negri (4,027)
- 6.3% Americani Nativi (62,555)
- 0.6% Asiatici (6,253)
- 0.1% Hawaieni Nativi sau locuitori ai Insulelor Pacificului (668)
- 2.5% Două sau mai multe rase (24,976)
- 0.7% Altă rasă (5,975)
- 2.9% Hispanici sau Latino (de orice rasă) (28,565)

### Religie
Afilierile religioase ale locuitorilor statului Montana: 
- Creștini – 82%
  - Protestanți – 55%
    - Lutherani – 15%
    - Methodiști – 8%
    - Baptiști – 5%
    - Presbiterieni – 4%
    - United Church of Christ – 2%
    - Alte mișcări protestante sau general protestante – 21%

  - Romano Catolici – 24%
  - LDS (Mormoni) – 3%
- Alte religii – <1%
- Non-religioși – 18%

## Localități și orașe mai importante
Câteva dintre orașele cel mai importante sunt:
| - Anaconda - Billings - Bozeman - Butte - Great Falls | - Havre - Helena - Kalispell - Miles City - Missoula |

Câteva dintre localitățile cele mai importante din Montana sunt:
| - Belgrade - Columbia Falls - Cut Bank - Deer Lodge - Dillon - Glasgow - Glendive - Hamilton | - Hardin - Laurel - Lewistown - Livingston - Polson - Shelby - Sidney - Whitefish |

## Transporturi
Drumuri statale importante sunt următoarele: 
- Interstate 15
- Interstate 90
- Interstate 94
- U.S. Highway 2
- U.S. Highway 212
- U.S. Highway 93

Trenul expres de pasageri "Empire Builder" al companiei Amtrak rulează în partea de nord a statului oprind în următoarele orașe, Libby, Whitefish, West Glacier, Essex, East Glacier Park, Browning, Cut Bank, Shelby, Havre, Malta, Glasgow și Wolf Point.

## Educație

### Colegii și universități
| Sistemul de universități fondate de stat (vezi Montana University System) constă din: - Montana State University - Bozeman - Montana State University - Billings - Montana State University - Northern - Havre - University of Montana - Missoula - Montana Tech of the University of Montana - Butte - University of Montana Western - Dillon - University of Montana - Helena College of Technology Arhivat în 6 septembrie 2006, la Wayback Machine. - Flathead Valley Community College - Dawson Community College - Miles Community College Câteva din colegiile tribale din Montana (vezi Major Tribal Colleges) includ și: - Little Big Horn College - Fort Peck Community College or Ft. Peck Community College - Salish Kootenai College - Stone Child College Colegii și universități particulare includ: - Carroll College - University of Great Falls - Rocky Mountain College |